# De Bruyn
De Bruyn is een Nederlandstalige achternaam die zowel in België (meest in Vlaanderen) als in Nederland voorkomt. De naam is ontstaan uit een bijnaam die verwijst naar een bruine haarkleur of een gebruinde huid. Daarnaast bestaan ook de varianten De Bruyne, De Bruine, De Bruin, De Bruijn en Bruins.

## Verspreiding
De familienaam De Bruyn (of de Bruyn) komt in zijn geheel het meest voor in de Vlaamse provincies Oost-Vlaanderen, Antwerpen en Vlaams-Brabant. De variant met de hoofdletter "D" komt het meest voor in België, die met de kleine letter "d" in Nederland. Daarnaast is er ook de variant De Bruyne.
| Variant    | België (2008) | Nederland (2007) |
| ---------- | ------------- | ---------------- |
| De Bruyn   | 4341          | 10               |
| De Bruyne  | 4316          | 123              |
| de Bruyn   | 165           | 696              |
| de Bruyne  | 61            | 23               |
| de Bruijn  | 205           | 16 834           |
| de Bruine  | 5             | 817              |
| de Bruijne | 27            | 1652             |
| Totaal     | 9120          | 20 155           |

## Bekende naamdragers De Bruyn

### In België
- Abraham de Bruyn (1540-1587), graveur, uitgever
- Alexandre De Bruyn (1994), voetballer
- Ange De Bruyn (1770-1843), architect
- Claude De Bruyn (1943), specialist verkeersveiligheid
- Erik De Bruyn (1959), socialistisch politicus
- Frans De Bruyn (1924-2014), schrijver
- Gustave De Bruyn (1838-1916), stichter faiencerie de Fèves, Rijsel
- Joke De Bruyn (1981), actrice
- Julienne De Bruyn (1933), actrice
- Krist De Bruyn (1961-2006), kok
- Léon De Bruyn (1838-1908), katholiek politicus
- Patrick De Bruyn (1955), misdaadauteur
- Paul de Bruyn († 1719), abt van de abdij van het Park
- Piet De Bruyn (1968), Vlaamsgezind politicus
- Prosper De Bruyn (1885-1955), socialistisch politicus
- Sam De Bruyn (1986), radio- en televisiepresentator
- Simonna Anna Gabriella Charlotta de Bruyn (1910-2001), vertaalster, schrijfster en onderzoekster
- Steven De bruyn (1968), mondharmonicaspeler
- Willem de Bruyn (1649-1719), Zuid-Nederlands architect
- Willy De Bruyn (1914-1989), wielrenner

### In Nederland
- Twee patriciërsfamilies:
  - De Bruyn (Zeeland)
  - De Bruyn (Harmelen)
- Emile Bonaventura (E.B.) de Bruyn (1905-1999), Nederlands vertaler en schrijver
- Erik de Bruyn (1962), Nederlands regisseur
- Isaac de Bruyn (1872-1953), Nederlands bankier en kunstverzamelaar
- Marinus Didericus de Bruyn (1809-1881), auteur, cartograaf, tekenaar

### Andere landen
- Günter de Bruyn (1926), Oost-Duits schrijver

### Als deel van achternaam in Nederland
- Clara Mulder van de Graaf-de Bruyn (1865-1945), Nederlands feministe
- Cornelis Adriaan Lobry van Troostenburg de Bruyn (1857-1904), Nederlands scheikundige
- Willem Karel Hendrik Feuilletau de Bruyn (1815-1857), Nederlands majoor der artillerie
- Cornelius Joannes de Bruyn Kops (1791-1858), Nederlands liberaal politicus
- Jacob Leonard de Bruyn Kops (1822-1887), Nederlands liberaal politicus en econoom
- Gaston Feuilletau de Bruyn (1848-1902), Nederlands kolonel der artillerie
- Marie Jacob Hendrik de Bruyn van Melis- en Mariekerke (1891-1964), Nederlands jurist
- Willem Karel Hendrik Feuilletau de Bruyn (1886-1972), Nederlands militair en acteur
- Rudolf de Bruyn Ouboter (1894-1983), Nederlands kunstschilder
- Josine de Bruyn Kops (1940-1987), Nederlands kunsthistorica en museumdirecteur
- Johan Willem (Pim) de Bruyn Kops (1922-2008), Nederlands vliegenier, Engelandvaarder en oorlogsheld

## Bekende naamdragers De Bruyne

### In België
- Arthur De Bruyne (1912-1992), historicus
- Augustin De Bruyne, volksvertegenwoordiger
- Charlotte De Bruyne (1990), actrice
- Edgard De Bruyne (1898-1959), hoogleraar, politicus
- Fred De Bruyne (1930-1994), wielrenner
- Hector De Bruyne (1917-1995), senator, minister
- Henri De Bruyne (1868-1892), ontdekkingsreiziger
- Jan De Bruyne (1939-2014), journalist
- Kevin De Bruyne, voetballer
- Kris De Bruyne (1950), zanger
- Lucien De Bruyne (1902-1978), priester, archeoloog
- Pieter De Bruyne (1931-1987), designer
- René De Bruyne (1868-1941), voorzitter ACV
- Victor De Bruyne (1900-1999), senator, burgemeester

### In Nederland
- Mattheus de Bruyne (1895-1973), kolonel
- Menno de Bruyne (1957), voorlichter
- Rykel de Bruyne, bioloog
- Willem Jan de Bruyne (1854-1905), officier